# Ànec negre comú
L'ànec negre comú (Melanitta nigra), anomentat ànnera negra a les Balears i morell de mar negre al País Valencià, és un ànec capbussador marí de la família dels Anatidae.

## Morfologia
És un ànec gran que pot arribar als 60 cm. de longitud tot i que la mida normal és d'uns 50 cm. El plomatge del mascle en època d'aparellament és de color negre uniforme, amb un bec també negre amb una taca característica de color vermellós i un bony o protuberància a la base superior. El plomatge d'eclipsi dels mascles i el de les femelles és de color marró fosc amb el cap i els costats del coll d'un color més clar. Les ales sempre són uniformement fosques.

## Ecologia
Nia a Islàndia i a les costes de la península escandinava, del nord de Finlàndia i Rússia des de Bergen fins a l'altura de Nova Terra.
Hiverna bàsicament a les costes de la Gran Bretanya i d'Irlanda i a les costes de la meitat meridional del mar Bàltic i de l'Atlàntic des de la península de Jutlàndia fins al Marroc a l'altura de Rabat tot i que també es pot trobar a les costes del Mediterrani occidental.
La seva dieta es compon únicament de substàncies nutrients que busca sota l'aigua. Pot capbussar-se fins als 6 metres de profunditat. La part més important consisteix en mol·luscs bivalves però també inclou crustacis, cucs, insectes aquàtics i les seves larves. També pot consumir plantes aquàtiques.
Sempre es troba mar endins, generalment entre 1 i 6 km de la costa, de manera que des de la costa tan sols se'l pot veure amb l'ajut de binocles. Tret de l'època de reproducció, no s'acosta mai a terra.
Són ànecs molt sociables amb els seus congèneres. Solen nadar en grup submergint-se tots a la vegada i emergint també al mateix temps. Quan neda manté sempre el bec aixecat cap amunt i ocasionalment també aixeca la cua.
Quan vola produeix com una mena de brunzit. Volen formant llargues línies transversals de fins a 10 metres de llargada. Aquesta línia va descrivint una mena d'ona a base d'ascendir i descendir, talment com si volessin sobre uns obstacles invisibles.
El cant de l'època de zel es pot escoltar fins al mes de setembre i sona com una mena de "duïïït" aflautat.
El retorn a les zones de nidificació comença al maig. Al juny fa el niu sota d'arbusts espessos de les vores dels llacs o dels cursos baixos de rius amb aigües manses. La femella pon de 5 a 8 ous que cova sola durant uns 28 dies doncs el mascle l'abandona ràpidament després d'haver-se produït l'aparellament. Els pollets romandran sota la cura de la mare duren 6 o 7 setmanes passades les quals assoleixen la independència tot i que continuen agrupats en el mateix estol.

## Enllaços externs

[http://www.xeno-canto.org/sounds/uploaded/BCWZQTGMSO/bird353.mp3 Cant